# Godeta
Godeta – gaun wikas samiti w środkowej części Nepalu w strefie Dźanakpur w dystrykcie Sarlahi. Według nepalskiego spisu powszechnego z 2001 roku liczył on 863 gospodarstw domowych i 5422 mieszkańców (2609 kobiet i 2813 mężczyzn).